# Maisie Peters
Maisie Hannah Peters (Steyning, 28 maggio 2000) è una cantautrice e compositrice britannica.
Dopo aver guadagnato popolarità su YouTube, Peters ha firmato con la Atlantic Records e ha pubblicato gli EP Dressed Too Nice for a Jacket (2018) e It's Your Bed Babe, It's Your Funeral (2019). Il suo album di debutto in studio You Signed Up for This è stato pubblicato il 27 agosto 2021 sotto l'etichetta Gingerbread Man Records di Ed Sheeran. Il 27 gennaio 2023 esce il singolo Body Better, come singolo apripista del suo secondo album in studio The Good Witch, pubblicato il 23 giugno sotto la stessa etichetta. Il 31 marzo dello stesso anno esce il secondo singolo Lost The Breakup, seguito poi da Two Weeks Ago, pubblicato il 26 maggio, e Run, pubblicato in concomitanza con l'uscita dell'album. 

## Biografia
Nel 2017 Maisie Peters ha pubblicato i suoi singoli di debutto, Place We Were Made, pubblicato nell'agosto 2017, e Birthday, pubblicato nel novembre 2017, e nel 2018  ha firmato un contratto con la Atlantic Records UK, una divisione della Warner Music UK Limited. Con questa etichetta ha pubblicato il suo singolo Worst of You, che è la sua canzone più ascoltata nella sua discografia su Spotify, accumulando oltre 100 milioni di stream. Pochi mesi dopo ha pubblicato un altro singolo intitolato Best I'll Ever Sing.
Ha pubblicato il suo EP di debutto intitolato Dressed Too Nice for a Jacket alla fine del 2018.
Nel 2019 ha pubblicato altri due singoli, Stay Young e Favourite Ex. Quest'ultimo, insieme a Feels Like This, è apparso su Love Island di ITV durante l'estate. Nell'ottobre 2019 ha pubblicato il suo secondo EP, It's Your Bed Babe, It's Your Funeral.
La sua canzone Smile è stata inclusa nell'album della colonna sonora Birds of Prey: The Album, per il film Birds of Prey, pubblicato da Atlantic Records il 7 febbraio 2020. Nello stesso mese è stato annunciato che Peters avrebbe preso parte a ogni tappa europea del Nice to Meet Ya Tour di Niall Horan.
Nell'aprile 2020, ha creato un club del libro online noto come "MP Book Club". Il primo libro di maggio 2020 è stato Exciting Times di Naoise Dolan.
Nel maggio 2021 Peters ha realizzato la colonna sonora della serie originale di Apple TV+ Trying. L'album contiene le canzoni originali della seconda stagione dello show scritte ed eseguite da Peters. Dopo l'annuncio dell'uscita di questo album è stato lanciato il singolo Funeral, in collaborazione con James Bay è stata pubblicata il 4 maggio 2021. Il primo gioco di questa canzone è apparso sul New Music quotidiano condotto da Zane Lowe sulla stazione radio musicale Apple Music 1.
Il 15 giugno 2021 la cantante si è unita all'etichetta Gingerbread Man Records di Ed Sheeran. Ha pubblicato il suo album di debutto You Signed Up for This il 27 agosto 2021. Fra 2022 e 2023 ha continuato a pubblicare singoli, oltre a iniziare a svolgere attività concertistica anche al di fuori dal suolo nazionale.Il 23 giugno 2023 ha pubblicato il suo secondo album The Good Witch.

## Discografia

### Album in studio
- 2021 – You Signed Up for This
- 2023 – The Good Witch

### Colonna sonora
- 2021 – Trying: Season 2 (Apple TV+ Original Series Soundtrack)

### EP
- 2018 – Dressed Too Nice for a Jacket
- 2019 – It's Your Bed Babe, It's Your Funeral

### Singoli
- 2017 – Place We Were Mad
- 2017 – Birthday
- 2018 – Worst of You
- 2018 – Best I'll Ever Sing
- 2018 – In My Head
- 2018 – Details
- 2019 – Stay Young
- 2019 – Favourite Ex
- 2019 – This Is On You
- 2019 – Take Care of Yourself
- 2019 – Adore You
- 2020 – Smile
- 2020 – Daydreams
- 2020 – The List
- 2020 – Sad Girl Summer
- 2020 – Maybe Don't (ft. JP Saxe)
- 2021 – John Hughes Movie
- 2021 – Funeral (ft. James Bay)
- 2021 – Psycho
- 2021 – You Signed Up for This
- 2021 – Brooklyn
- 2022 – Cate's Brother
- 2022 – Blonde
- 2022 – Good Enough
- 2022 – Not Another Rockstar
- 2022 – Together This Christmas
- 2023 – Body Better
- 2023 – Lost the Breakup
- 2023 – Two Weeks Ago
- 2023 – Run

### Collaborazioni
- 2021 – One Last Try (Ren ft. Maisie Peters)[15]
- 2021 – Song You'll Never Hear (Sarcastic Sounds ft. Maisie Peters)
- 2022 – Make It Out (Henry Jamison ft. Maisie Peters)
- 2022 – A Good Love, Pt.2 (Bear's Den ft. Maisie Peters)

## Tournée
- Maisie Peters Tour (2019)
- You Signed Up For This Tour (2021-2022)
- Maisie Takes... Tour (2022-2023)
- The Good Witch Comes to... Tour (2023-2024)

## Riconoscimenti
- Berlin Music Video Awards
  - 2021 – Candidatura come Best Concept per John Hughes Movie
- Hollywood Music in Media Awards
  - 2021 – Candidatura come Best Original Song in a TV Show/Limited Series per Neck of the Woods[16]
- Official Charts Company Specialist Awards (OCC UK)[17]
  - 2021 – #1 Official Record Store Chart per You Signed Up For This
  - 2023 – #1 Official Albums Chart per The Good Witch
  - 2023 – #1 Official Albums Chart Update per The Good Witch
  - 2023 – #1 Official Scottish Albums Chart per The Good Witch
  - 2023 – #1 Official Albums Sales Chart per The Good Witch
  - 2023 – #1 Official Physical Albums Chart per The Good Witch
  - 2023 – #1 Official Vinyl Albums Chart per The Good Witch
  - 2023 – #1 Official Record Store Chart per The Good Witch
- Rolling Stone UK Awards
  - 2023 – Breakthrough Award[18]
- Trinity College Dublin
  - 2023 – Allii Proelio Award[19]